# Турска на Светском првенству у атлетици у дворани 2016.
Турска је на 16. Светском првенству у атлетици у дворани 2016. одржаном у Портланду од 17. до 20. марта учествовала петнаести пут. Репрезентацију Турске је представљала су 2 такмичара који су се такмичили у трци на 400 м.,
На овом првенству Турска није освојила ниједну медаљу. Није било нових националних, личних и рекорда сезоне.

## Учесници
Мушкарци:
- Јавуз Џан — 400 м
- Батухан Алтинташ — 400 м

## Резултати

### Мушкарци
| Атлетичар        | Дисциплина | Лични рекорд | Квалификације | Квалификације | Полуфинале           | Полуфинале           | Финале               | Финале       | Детаљи |
| Атлетичар        | Дисциплина | Лични рекорд | Резултат      | Место         | Резултат             | Место                | Резултат             | Место        | Детаљи |
| ---------------- | ---------- | ------------ | ------------- | ------------- | -------------------- | -------------------- | -------------------- | ------------ | ------ |
| Јавуз Џан        | 400 м      | 46,20 НР     | 46,82 КВ      | 1. у гр. 3    | 46,82                | 4. у гр. 2           | Није се квалификовао | 8 / 26 (30)  |        |
| Батухан Алтинташ | 400 м      | 46,55        | 47,21         | 4. у гр. 4    | Није се квалификовао | Није се квалификовао | Није се квалификовао | 17 / 26 (30) |        |